# 皇象水泥股份
皇象水泥股份有限公司（英語： 及 泰語：），簡稱皇象水泥股份、皇象水泥或暹羅水泥，是在泰國三大水泥公司之一。1913年由拉瑪六世創立。
在泰國證券交易所上市。主要經營水泥、紙業、化學、建築材料，以及分銷五大分類業務行列。泰國皇家資產管理局持有30%皇象水泥股份。

## 外部連結
- 皇象水泥股份有限公司